# Sabino Torres
Sabino Torres Ferrer (Pontevedra, 24 de junio de 1924-Madrid, 23 de mayo de 2016) fue un editor, periodista y escritor español en castellano y gallego.

## Biografía
Comenzó su actividad periodística en 1943 en la revista Finisterre con Emilio Canda Pérez y Celso Emilio Ferreiro. En 1949 editó la Colección Benito Soto -cuyo epónimo es el pirata pontevedrés Benito Soto Aboal- con Manuel Cuña Novas y Emilio Álvarez Negreira. En 1953 fundó el semanario Litoral, del que fue redactor jefe y subdirector y en 1992 fundó la colección de poesía Hipocampo Amigo con Emilio Álvarez. Fue académico correspondiente de la Real Academia Gallega desde 1952.

## Obra en gallego
- Ondas do mar comigo, 1997.
- Trovas de Nadal, 1999.
- Xograría nova, 2000.
- Intres de soidade, 2001.
- As tres columnas, 2008 (narrativa), Galaxia.
- Crónicas dun tempo escondido. Pontevedra 1930-1960, 2014, Galaxia.
- Pontevedra. Laranxeiras e limoeiros, 2015, Concejo de Pontevedra/Galaxia.

## Obra en español
- Cuaderno de Carmen, 1949.
- Versos para la bella Helenes, 2010 (poesía).[3]